# Arrondissement d'Usingen
L'arrondissement d'Usingen est un arrondissement de Hesse qui, avec une brève interruption dans les années 1930, existe entre le 1er avril 1886 et 1er août 1972. Son chef-lieu est Usingen.

## Géographie

### Zone actuelle
L'arrondissement d'Usingen comprenait essentiellement la zone des villes actuelles de Neu-Anspach et d'Usingen et les communes actuelles de Grävenwiesbach, Schmitten im Taunus, Waldems, Wehrheim et Weilrod.

### Arrondissements voisins
L'arrondissement est bordé au début de 1972, en commençant au nord-ouest dans le sens des aiguilles d'une montre, avec l'arrondissement de la Haute-Lahn, les arrondissements de Wetzlar et Friedberg (de), l'arrondissement du Haut-Taunus, l'arrondissement de Main-Taunus, l'arrondissement du Bas-Taunus (de) et l'arrondissement de Limbourg (de).

## Histoire
Le prédécesseur de l'arrondissement d'Usingen est le bureau d'Usingen (de). Celui-ci prend de l'importance au fil du temps. En 1667, le bureau d'Altweilnau (de) et en 1729 le bureau de Stockheim  sont intégrés au bureau d'Usingen. En 1810, le bureau de Reifenberg (de) est ajouté, et en 1814, le bureau de Cleeberg (de), qui a été formé à partir du bureau de Wehrheim (de) et du bureau de Kransberg (de). Vers le milieu du XIXe siècle, le bureau d'Usingen comprend toutes les localités appartenant au futur arrondissement d'Usingen ainsi qu'Ober- et Niederreifenberg.

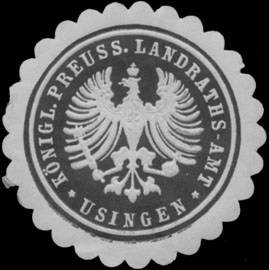
Marque de sceau du bureau de l'arrondissement royal prussien

L'arrondissement d'Usingen a été créé par le nouveau règlement d'arrondissement pour la province de Hesse-Nassau du 1er avril 1886. Il fait partie du district de Wiesbaden et se compose de
- les 46 communes du bureau d'Usingen, qui appartiennent à l'arrondissement du Haut-Taunus depuis 1867
- les deux communes de Niederreifenberg et Oberreifenberg du bureau de Königstein (de), qui appartenaient à l'arrondissement du Haut-Taunus depuis 1867, ainsi que
- les cinq communes de Niederems, Oberems, Reichenbach, Steinfischbach et Wüstems du bureau d'Idstein (de), qui appartiennent à l'arrondissement du Bas-Taunus (de) depuis 1867.

Le premier administrateur de l'arrondissement d'Usingen est August Beckmann (de). En 1918, après la fin de la Première Guerre mondiale, l'arrondissement de Königstein (de) est formé autour de Königstein, auquel furent rattachées les six communes de Niederems, Oberems, Niederreifenberg, Oberreifenberg, Seelenberg et Wüstems, issues de l'arrondissement d'Usingen. Niederreifenberg, Oberems et Oberreifenberg ne reviennent pas dans l'arrondissement d'Usingen lors de la réorganisation des arrondissements de la région Rhin-Main le 1er octobre 1928, mais sont rattachées au nouveau arrondissement de Main-Taunus.
Au cours d'une réforme administrative prussienne, l'arrondissement d'Usingen est dissous le 1er octobre 1932 :
- Haintchen et Hasselbach sont transférés dans l'arrondissement de Limbourg.
- Emmershausen, Gemünden, Heinzenberg, Mönstadt et Winden sont intégrés à l'arrondissement de la Haute-Lahn.
- Niederems, Reichenbach, Steinfischbach et Wüstems sont transférés à l'arrondissement du Bas-Taunus.
- Brandoberndorf, Cleeberg, Espa, Hasselborn et Weiperfelden sont intégrés à l'arrondissement de Wetzlar.
- Toutes les autres communes sont transférés dans l'arrondissement du Haut-Taunus.

En raison d'une promesse électorale faite par le NSDAP, l'arrondissement d'Usingen est recréé après la « prise du pouvoir » par Hitler le 1er octobre 1933, mais pas dans son ancien périmètre. Les sept communes qui ont rejoint les arrondissements de Limbourg et de Wetzlar en 1932 ne reviennent pas dans l'arrondissement d'Usingen, qui compte désormais 43 communes.
Dans le cadre de la réforme territoriale en Hesse, le nombre de communes de l'arrondissement est réduit à 21 grâce à une série de fusions entre décembre 1970 et juin 1972. 
Le 1er août 1972, l'arrondissement d'Usingen est intégré au nouveau arrondissement du Haut-Taunus, à l'exception des communes de Niederems, Reichenbach, Steinfischbach et Wüstems, qui rejoignent la commune de Waldems dans l'arrondissement du Bas-Taunus. L'arrondissement du Haut-Taunus comprend également la majeure partie de l'ancien arrondissement du Haut-Taunus, les communes d'Ober-Eschbach, Ober-Erlenbach et Burgholzhausen vor der Höhe de l'arrondissement de Friedberg, les communes de Glashütten et Reifenberg de l'arrondissement de Main-Taunus et la commune d'Hasselbach de l'arrondissement de Limbourg (de). Parallèlement, d'autres communes fusionnent le 1er août 1972.

## Évolution de la démographie
| Année | Habitants | Source |
| ----- | --------- | ------ |
| 1890  | 21 534    | [ 1 ]  |
| 1900  | 21 661    | [ 1 ]  |
| 1910  | 23 648    | [ 1 ]  |
| 1925  | 23 847    | [ 1 ]  |
| 1933  | 19 474    | [ 1 ]  |
| 1939  | 19 023    | [ 1 ]  |
| 1950  | 27 268    | [ 1 ]  |
| 1960  | 27 700    | [ 1 ]  |
| 1970  | 32 200    | [ 2 ]  |
| 1971  | 33 900    | [ 3 ]  |

## Politique

### Siège de l'arrondissement
Le palais princier (de) de l'Obergasse sert de siège de l'arrondissement.

### Administrateurs de l'arrondissement
| De   | jusqu'à | Nom                          |
| ---- | ------- | ---------------------------- |
| 1886 | 1914    | August Beckmann (de)         |
| 1914 | 1915    | Georg Albert Bacmeister (de) |
| 1915 | 1921    | Oskar von Bezold (de)        |
| 1921 | 1929    | Siegfried von Campe (de)     |
| 1929 | 1932    | Hans Otto Glahn              |
| 1933 | 1937    | Hans Lommel (de)             |
| 1937 | 1940    | Wolfgang de Hesse            |
| 1940 | 1945    | Walter Heyse (de)            |
| 1945 | 1946    | Heinrich Schneider (de)      |
| 1946 | 1948    | Heinrich Müller (de)         |
| 1948 | 1952    | August Roesener (de)         |
| 1952 | 1966    | Heinrich Müller              |
| 1966 | 1972    | Rudolf Thierbach (de)        |

Le dernier administrateur de l'arrondissement avant la fusion pour former le nouveau arrondissement du Haut-Taunus est Rudolf Thierbach (de). Après la réforme des arrondissements, Werner Herr (de), le dernier administrateur de l'ancien arrondissement du Haut-Taunus, devient le premier administrateur du nouveau arrondissement du Haut-Taunus.

### Blason
En août 1951, l'arrondissement d'Usingen obtient le droit d'utiliser un blason par le ministère d'État de Hesse. 

## Communes
La liste suivante contient toutes les communes qui appartiennent à l'arrondissement d'Usingen, ainsi que les dates de toutes les incorporations et changements d'arrondissement.  
| Communes            | incorporé à                               | date d'incorporation | Commentaires                                   |
| ------------------- | ----------------------------------------- | -------------------- | ---------------------------------------------- |
| Altweilnau          | Weilnau                                   | 1er décembre 1970    |                                                |
| Anspach             | Neu-Anspach                               | 1er décembre 1970    |                                                |
| Arnoldshain         | Schmitten im Taunus                       | 1er août 1972        |                                                |
| Brandoberndorf      | arrondissement de Wetzlar                 | 1er octobre 1932     |                                                |
| Brombach            | Schmitten im Taunus                       | 1er avril 1972       |                                                |
| Cleeberg            | arrondissement de Wetzlar                 | 1er octobre 1932     |                                                |
| Cratzenbach         | Rod an der Weil                           | 31 décembre 1971     |                                                |
| Dorfweil            | Schmitten im Taunus                       | 1er août 1972        |                                                |
| Emmershausen        | Weilrod                                   | 1er août 1972        | 1932/33 dans l'arrondissement de la Haute-Lahn |
| Eschbach            | Usingen                                   | 1er août 1972        |                                                |
| Espa                | arrondissement de Wetzlar                 | 1er octobre 1932     |                                                |
| Finsternthal        | Weilnau                                   | 1er décembre 1970    |                                                |
| Gemünden            | Rod an der Weil                           | 31 décembre 1971     | 1932/33 dans l'arrondissement de la Haute-Lahn |
| Grävenwiesbach      |                                           |                      |                                                |
| Haintchen           | arrondissement de Limbourg (de)           | 1er octobre 1932     |                                                |
| Hasselbach          | arrondissement de Limbourg (de)           | 1er octobre 1932     |                                                |
| Hasselborn          | arrondissement de Wetzlar                 | 1er octobre 1932     |                                                |
| Hausen-Arnsbach     | Neu-Anspach                               | 1er décembre 1970    |                                                |
| Heinzenberg         | Grävenwiesbach                            | 31 décembre 1971     | 1932/33 dans l'arrondissement de la Haute-Lahn |
| Hundstadt           | Grävenwiesbach                            | 31 décembre 1971     |                                                |
| Hunoldstal          | Schmitten im Taunus                       | 1er avril 1972       |                                                |
| Kransberg           | Usingen                                   | 31 décembre 1971     |                                                |
| Laubach             | Grävenwiesbach                            | 31 décembre 1971     |                                                |
| Mauloff             | Weilnau                                   | 1er décembre 1970    |                                                |
| Merzhausen          | Usingen                                   | 1er août 1972        |                                                |
| Michelbach          | Usingen                                   | 31 décembre 1971     |                                                |
| Mönstadt            | Grävenwiesbach                            | 31 décembre 1971     | 1932/33 dans l'arrondissement de la Haute-Lahn |
| Naunstadt           | Grävenwiesbach                            | 31 décembre 1971     |                                                |
| Neu-Anspach         |                                           |                      | Créée le 1er décembre 1970                     |
| Neuweilnau          | Weilnau                                   | 1er décembre 1970    |                                                |
| Niederems           | Waldems (arrondissement de la Basse-Lahn) | 1er août 1972        | 1932/33 dans l'arrondissement de la Basse-Lahn |
| Niederlauken        | Weilrod                                   | 1er août 1972        |                                                |
| Niederreifenberg    | arrondissement de Main-Taunus             | 1er octobre 1928     |                                                |
| Oberems             | arrondissement de Main-Taunus             | 1er octobre 1928     |                                                |
| Oberlauken          | Weilrod                                   | 1er août 1972        |                                                |
| Obernhain           | Wehrheim                                  | 1er août 1972        |                                                |
| Oberreifenberg      | arrondissement de Main-Taunus             | 1er octobre 1928     |                                                |
| Pfaffenwiesbach     | Wehrheim                                  | 31 décembre 1971     |                                                |
| Reichenbach         | Waldems (arrondissement de la Basse-Lahn) | 1er août 1972        | 1932/33 dans l'arrondissement de la Basse-Lahn |
| Riedelbach          | Weilnau                                   | 1er décembre 1970    |                                                |
| Rod am Berg         | Neu-Anspach                               | 1er décembre 1970    |                                                |
| Rod an der Weil     | Weilrod                                   | 1er août 1972        |                                                |
| Schmitten im Taunus |                                           |                      |                                                |
| Seelenberg          | Schmitten im Taunus                       | 1er avril 1972       |                                                |
| Steinfischbach      | Waldems (arrondissement de la Basse-Lahn) | 1er août 1972        | 1932/33 dans l'arrondissement de la Basse-Lahn |
| Treisberg           | Schmitten im Taunus                       | 1er août 1972        |                                                |
| Usingen             |                                           |                      |                                                |
| Wehrheim            |                                           |                      |                                                |
| Weilnau             | Weilrod                                   | 1er août 1972        | Créée le 1er décembre 1970                     |
| Weiperfelden        | arrondissement de Wetzlar                 | 1er octobre 1932     |                                                |
| Wernborn            | Usingen                                   | 31 décembre 1971     |                                                |
| Westerfeld          | Neu-Anspach                               | 31 décembre 1971     |                                                |
| Wilhelmsdorf        | Usingen                                   | 1er août 1972        |                                                |
| Winden              | Rod an der Weil                           | 31 décembre 1971     | 1932/33 dans l'arrondissement de la Haute-Lahn |
| Wüstems             | Waldems (arrondissement de la Basse-Lahn) | 1er août 1972        | 1932/33 dans l'arrondissement de la Basse-Lahn |

## Plaque d'immatriculation
Le 1er juillet 1956, lors de l'introduction des plaques d'immatriculation encore en vigueur aujourd'hui, le signe distinctif USI est attribué à l'arrondissement. Il est délivré jusqu'au 31 juillet 1972. Depuis le 2 janvier 2013, il est à nouveau disponible dans l'arrondissement du Haut-Taunus.